# Daniel Imhof
Daniel Wendel Imhof (ur. 22 listopada 1977 w Wil) – kanadyjski piłkarz pochodzenia szwajcarskiego występujący na pozycji pomocnika.

## Kariera klubowa
Imhof urodził się w Szwajcarii, ale w wieku 4 lat emigrował z rodziną do Kanady. Wychowywał się w Smithers, położonym w Kolumbii Brytyjskiej. Jako junior grał tam w klubie Bulkley Valley Blast. Od 1996 roku był członkiem drużyny piłkarskiej uczelni University of Victoria. W 1998 roku trafił do szwajcarskiego FC Wil grającego w drugiej lidze. Przez 2 lata rozegrał tam 33 spotkania i zdobył 3 bramki.
Na początku 2000 roku Imhof przeszedł do FC Sankt Gallen ze Swiss Super League. W tych rozgrywkach zadebiutował 10 marca 2000 roku w zremisowanym 4:4 pojedynku z Grasshopper Club. W tym samym roku zdobył z klubem mistrzostwo Szwajcarii. W Sankt Gallen spędził w 5 lat. W tym czasie zagrał tam 152 razy i strzelił 9 goli.
W 2005 roku podpisał kontrakt z niemieckim VfL Bochum występującym w 2. Bundeslidze. W 2006 roku awansował z zespołem do Bundesligi. Zadebiutował w niej 16 września 2006 roku w zremisowanym 1:1 spotkaniu z 1. FC Nürnberg. 24 sierpnia 2007 roku w wygranym 2:1 meczu z Hamburgerem SV zdobył pierwszą bramkę w Bundeslidze. W Bochum występował przez 3,5 roku.
W styczniu 2010 roku wrócił do FC Sankt Gallen, nadal grającego w Swiss Super League. W 2012 roku zakończył tam karierę.

## Kariera reprezentacyjna
W reprezentacji Kanady Imhof zadebiutował 9 października 2000 roku w wygranym 1:0 meczu eliminacji Mistrzostw Świata 2002 z Panamą. W 2001 roku został powołany do kadry na Puchar Konfederacji. Zagrał na nim w pojedynkach z Japonią (2:3) i Kamerunem (0:2), a Kanada zakończyła turniej na fazie grupowej.
W 2002 roku wziął udział w Złotym Pucharze CONCACAF. Wystąpił na nim w spotkaniach z Haiti (2:0), Ekwadorem (0:2), Martyniką (1:1) oraz Stanami Zjednoczonymi (0:0). Na tamtym turnieju Kanada zajęła 3. miejsce.
W 2003 roku ponownie uczestniczył w Złotym Pucharze CONCACAF, również zakończonym na fazie grupowej. Zagrał na nim w meczach z Kostaryką (1:0) i Kubą (0:2).